# Trenzano
Trenzano – miejscowość i gmina we Włoszech, w regionie Lombardia, w prowincji Brescia.
Według danych na rok 2004 gminę zamieszkiwały 4854 osoby, 242,7 os./km².